# داليا هيرتز
داليا هيرتز (بالعبرية: דליה הרץ‏) هي كاتِبة وشاعرة إسرائيلية، ولدت في 1942.